# Gourretia coolibah
Gourretia coolibah is een tienpotigensoort uit de familie van de Callianassidae. De wetenschappelijke naam van de soort is voor het eerst geldig gepubliceerd in 1979 door Poore & Griffin.